# عشق یک‌زن چاق است
عشق یک‌زن چاق است (انگلیسی: Love Is a Fat Woman) یک فیلم به کارگردانی آلخاندرو اگرستی است که در سال ۱۹۸۷ منتشر شد.